# Ostichthys sandix
Az Ostichthys sandix a sugarasúszójú halak (Actinopterygii) osztályának nyálkásfejűhal-alakúak (Beryciformes) rendjébe, ezen belül a mókushalfélék (Holocentridae) családjába tartozó faj.

## Előfordulása
Az Ostichthys sandix elterjedési területe Hawaiitól Tahitiig tart. A Csendes-óceán nyugati részén is vannak állományai.

## Megjelenése
Ez a hal legfeljebb 19,2 centiméter hosszú.

## Életmódja
Mélytengeri halfaj, amely általában 320-400 méteres mélységekben tartózkodik.